# Irene Rivinoja
Irene Rivinoja, född 1953 i Stockholm, är en svensk textilkonstnär och bildkonstnär. 
Rivinoja studerade vid Arbetarnas bildningsförbunds konstskola i Stockholm 1977–1979 samt under studieresor i Asien och Sydamerika 1972–1975. Separat debuterade hon med en utställning i Skellefteå och har därefter medverkat i ett antal samlingsutställningar bland annat i Liljevalchs vårsalonger. Hennes konst består av figurativa kompositioner med vulkaner, regn, rök, växter och människor. 